# هندرسون (كنتاكي)
هندرسون (بالإنجليزية: Henderson, Kentucky)‏ هي مدينة تقع في مقاطعة هينديرسون، كنتاكي بولاية كنتاكي في وسط جنوب شرق الولايات المتحدة. تأسست عام 1797، تبلغ مساحة هذه المدينة 38.8 (كم²)، وترتفع عن سطح البحر 121 م، بلغ عدد سكانها 28911 نسمة في عام 2010 حسب إحصاء مكتب تعداد الولايات المتحدة .

## التركيبة السكانية
حدّد مكتب تعداد الولايات المتحدة بيانات التركيبة السكانية لهندرسون في تعداد الولايات المتحدة. في ما يلي، التركيبة السكانية حسب تعدادي 2000 و2010.

### تعداد عام 2000
بلغ عدد سكان هندرسون 27,373 نسمة بحسب تعداد عام 2000، وبلغ عدد الأسر 11,693 أسرة وعدد العائلات 7,386 عائلة مقيمة في المدينة. في حين سجلت الكثافة السكانية 574.2 نسمة لكل كيلومتر مربع (1,487.2/ميل2). وبلغ عدد الوحدات السكنية 12,652 وحدة بمتوسط كثافة قدره 265.4 لكل كيلومتر مربع (687.4/ميل2).
وتوزع التركيب العرقي للمدينة بنسبة 87.26% من البيض و10.53% من الأمريكيين الأفارقة و0.18% من الأمريكيين الأصليين و0.40% من الأمريكيين ذوي الأصول الآسيوية و0.01% من سكان جزر المحيط الهادئ و0.58% من الأعراق الأخرى و1.04% من عرقين مختلطين أو أكثر و1.27% من الهسبانيون أو اللاتينيون من أي عرق.
بلغ عدد الأسر 11,693 أسرة كانت نسبة 32.5% منها لديها أطفال تحت سن الثامنة عشر تعيش معهم، وبلغت نسبة الأزواج القاطنين مع بعضهم البعض 45.5% من أصل المجموع الكلي للأسر، ونسبة 14.1% من الأسر كان لديها معيلات من الإناث دون وجود شريك،  بينما كانت نسبة 3.6% من الأسر لديها معيلون من الذكور دون وجود شريكة وكانت نسبة 36.8% من غير العائلات. تألفت نسبة 32.1% من أصل جميع الأسر من عدة أفراد يعيشون في نفس المنزل ونسبة 12.9% كانت تتألف من شخص يعيش بمفرده يبلغ من العمر 65 عاماً أو أكثر. وبلغ متوسط حجم الأسرة المعيشية 2.27، أما متوسط حجم العائلات فبلغ 2.86.
بلغ العمر الوسطي للسكان 37.0 عاماً. وكانت نسبة 23.4% من القاطنين تحت سن الثامنة عشر، وكانت نسبة 8.8% بين الثامنة عشر والرابعة والعشرين عاماً، ونسبة 28.6% كانت واقعةً في الفئة العمرية ما بين الخامسة والعشرين والرابعة والأربعين عاماً، ونسبة 22.1% كانت ما بين الخامسة والأربعين والرابعة والستين، ونسبة 14.1% كانت ضمن فئة الخامسة والستين عاماً فما فوق. يوجد لكل 100 أنثى 88.0 ذكر، ويوجد لكل 100 أنثى في الثامنة عشر من عمرها فما فوق 83.5 ذكر.
بلغ متوسط دخل الأسرة في المدينة 30,427 دولارًا، أما متوسط دخل العائلة فبلغ 39,887 دولارًا. وكان متوسط دخل الذكور 32,131 دولارًا مقابل 22,225 دولارًا للإناث. وسجل دخل الفرد الخاص بالمدينة 17,925 دولارًا. وكانت نسبة 13.2% من العائلات ونسبة 16.5% من السكان تحت خط الفقر، وكان من هؤلاء نسبة 25.2% تحت سن الثامنة عشر ونسبة 11.3% في الخامسة والستين من العمر وما فوق.

### تعداد عام 2010
بلغ عدد سكان هندرسون 28,757 نسمة بحسب تعداد عام 2010، وبلغ عدد الأسر 12,091 أسرة وعدد العائلات 7,374 عائلة مقيمة في المدينة. في حين سجلت الكثافة السكانية 603.3 نسمة لكل كيلومتر مربع (1,562.5/ميل2). وبلغ عدد الوحدات السكنية 13,171 وحدة بمتوسط كثافة قدره 276.3 لكل كيلومتر مربع (715.6/ميل2).
وتوزع التركيب العرقي للمدينة بنسبة 84.49% من البيض و11.60% من الأمريكيين الأفارقة و0.21% من الأمريكيين الأصليين و0.50% من الأمريكيين ذوي الأصول الآسيوية و0.04% من سكان جزر المحيط الهادئ و0.97% من الأعراق الأخرى و2.19% من عرقين مختلطين أو أكثر و2.28% من الهسبانيون أو اللاتينيون من أي عرق.
بلغ عدد الأسر 12,091 أسرة كانت نسبة 30.7% منها لديها أطفال تحت سن الثامنة عشر تعيش معهم، وبلغت نسبة الأزواج القاطنين مع بعضهم البعض 40.2% من أصل المجموع الكلي للأسر، ونسبة 16.2% من الأسر كان لديها معيلات من الإناث دون وجود شريك،  بينما كانت نسبة 4.6% من الأسر لديها معيلون من الذكور دون وجود شريكة وكانت نسبة 39% من غير العائلات. تألفت نسبة 33.7% من أصل جميع الأسر من عدة أفراد يعيشون في نفس المنزل ونسبة 12.7% كانت تتألف من شخص يعيش بمفرده يبلغ من العمر 65 عاماً أو أكثر. وبلغ متوسط حجم الأسرة المعيشية 2.28، أما متوسط حجم العائلات فبلغ 2.89.
بلغ العمر الوسطي للسكان 38.3 عاماً. وكانت نسبة 23.3% من القاطنين تحت سن الثامنة عشر، وكانت نسبة 8.7% بين الثامنة عشر والرابعة والعشرين عاماً، ونسبة 26.5% كانت واقعةً في الفئة العمرية ما بين الخامسة والعشرين والرابعة والأربعين عاماً، ونسبة 26.8% كانت ما بين الخامسة والأربعين والرابعة والستين، ونسبة 14.7% كانت ضمن فئة الخامسة والستين عاماً فما فوق. وتوزع التركيب الجنسي للسكان بنسبة 47% ذكور و53% إناث.

## أعلام
- كلارنس آدامز
- ستيفن باردو
- روزا هندرسون
- جوي غوبل
- جيمس فرانكلين كلاي
- مانينغ إم. كيمل
- صموئيل هوبكينز
- أرشيبالد ديكسون
- جون جاي بيكر
- إيوينغ غالواي

## وصلات خارجية
- The US50 - Cities and Towns in Kentucky State